# イオンモール東員
イオンモール東員 (イオンモールとういん) は、三重県員弁郡東員町に所在し、イオンモール株式会社が運営・管理するショッピングセンターである。

## 概要
国道365号員弁バイパスに接し、東海環状自動車道東員インターチェンジにも隣接した郊外型大型ショッピングモールである。なお、当ショッピングセンターは三重県で4店舗目のイオンモールである。

### 歴史
当初2007年（平成19年）7月18日と7月23日の全員協議会と都市計画審議会においてイオンスーパーセンター東員店として計画されていた。その後2012年5月（平成24年）に2階建て構造から3階建て構造に計画が変更になり、12月に地元への工事説明会を経て、 2013年（平成25年）1月29日に起工、11月19日に近隣住民向け先行開業（ソフトオープン）し、同年11月23日に正式開業（グランドオープン）した 。
2017年（平成29年）10月1日、三重県を主会場とする平成30年度全国高等学校総合体育大会（彩る感動東海総体）のカウントダウンイベントが開催された。

## テナント
建物は3階建てで、イオン東員店を北側の核とし、1階スポーツオーソリティ、H&M、2階上新電機、3階イオンシネマを南側の核として間に専門店街を置いた形となっており、さらにイオンペットが入居する別棟がある。本棟の屋上は駐車場となっている。その他1階がレストラン、2階が衣料品・雑貨中心の構成、3階は家族向けの店舗が配置されている。開業当初はオールド・ネイビーも入居していたが、現在は閉店している。

### イオンシネマ東員
イオンモール東員内に併設されているシネマコンプレックス。ワーナー・マイカルとイオンシネマズが合併して発足したイオンエンターテイメントが展開する最初の新規開業施設である。10スクリーン、1629席を擁する。